# Jelovac
Jelovac je priimek v Sloveniji, ki ga je po podatkih Statističnega urada Republike Slovenije na dan 1. januarja 2010 uporabljalo 16 oseb.

## Pomembni nosilci priimka
- Vinko Jelovac (*1948), slovenski košarkar in trener hrvaškega rodu